# الإمبراطور سيمو
الإمبراطور سيمو (باليابانية: 成務天皇 سيمو تينو) هو الإمبراطور الثالث عشر في اليابان حسب قائمة أباطرة اليابان. لا يوجد أي تواريخ محددة عن فترة حياته أو حكمه.

## اقرأ أيضا
- إمبراطور اليابان
- قائمة أباطرة اليابان